# 青浦区
青浦区是上海市的市辖区，位于上海市西部淀山湖畔，西侧毗连苏州市的吴江区与昆山市，南侧与松江区、金山区及浙江省嘉善县相接，北部连接嘉定区，东侧为闵行区，區人民政府駐公园路100号。
青浦区原为青浦县，自明嘉靖二十一年起置县，县治初在青龙镇，区名也青龙镇而得名。后一度撤县，万历元年复置后，县治改设唐行镇（今盈浦街道境内）。1958年由江苏省划归上海市。1999年撤县设区。
青浦水系丰富，农业较发达。区内白鹤镇是西气东输管道的终点。境内有全国重点文物保护单位的福泉山遗址和江南水乡古镇朱家角镇。亦有近年来在淀山湖边新建的大观园和东方绿舟公园等。

## 名源
明嘉靖二十一年（1542年），由朝廷批准，建制青浦县。因当时县治设于青龙镇，县境东部有赵屯、大盈、盘龙、顾会、崧子等五浦汇于吴淞江，遂定名为青浦县。

## 历史

### 明代以前
青浦7000年前已经成陆，6000年前已有先民居住。崧泽文化是太湖地区新石器时代具有一定典型性代表的原始社会文化，经考古学家对崧泽古文化遗址中土层出土墓葬中的大批文物和生活、生产遗迹，以及水稻种子、家畜骨骼等典型器物的鉴定，断定青浦地区是上海迄今为止发现的人类最早的聚居地。2004年4月，崧泽遗址下层马家浜文化墓葬中出土了一件头盖骨，经鉴定为一名25～30岁的成年男性，在这之前上海地区从来没有发现过6000多年前的古人，因此也被称为“上海第一人”。

### 明代
入明以降，青浦地区最初仍为华亭县和上海縣的辖地。期间主要疏浚了境内的相关河流，包括崧子浦、泖湖、淀山湖等水系。
嘉靖二十一年（1542年），時任巡撫應天的都察院右副都禦使夏邦謨，以及出按南直隸的御史舒汀在松江知府朱润的要求下上奏，因青浦等地距离华亭县太远，存在税收、治安等问题，請新設青浦縣。四月初十日，明世宗詔設青浦縣，隸松江府。新設的青浦縣，由原華亭縣的修竹、華亭兩鄉，上海縣的新江、北亭和海隅三個鄉共同組成。縣治設於青龍鎮。
嘉靖三十二年（1553年），因倭寇襲擾，攻陷青浦縣城，縣內被完全破壞。同时，华亭县人时任给事中的张承宪上奏，认为青浦县治过于偏僻，不便于华亭乡民缴税，请求废县。當年廢青浦縣，轄地仍歸華亭和上海兩縣，但在原县治仍设一通判。次年，倭寇再度侵襲唐行鎮（今青浦县城）和珠街閣（今朱家角）等地，搶奪漕糧入海。三十五年五月，在把總劉堂的進剿下，在泖湖、澱山湖大敗倭寇。此後，青浦地區的倭患逐漸平息。
隆慶三年（1569年），首次進行履畝清丈。隆慶六年（1572年）七月，据右佥都御史张佳胤奏，復設青浦縣。九月初一，青浦县正式设立，并获颁县印、县学条记。
萬曆元年（1573年），知縣石繼芳以青龍鎮地處偏僻為由，將縣治遷往唐行鎮。四年（1576年），據巡抚应天右副都御史宋仪望的建議新築青浦城墻。

## 地理
青浦区位于北纬30度59分－31度16分，东经120度53分－121度17分之间，地处上海市西郊，太湖下游，黄浦江上游。东与闵行区毗邻，南与松江区、金山区及浙江嘉善县接壤，西连苏州市吴江区、昆山市，北与嘉定区相接。全区总面积668.54平方公里，其中水面积112.46平方公里，占16.65%。
境内地势平坦，东部河流交错，西部湖荡群集。中部和南部较为低，北部吴淞江两岸及西部淀山湖地区较高。位于西北部的淀山湖，跨青浦区和昆山市，面积约62平方公里，在青浦境内为47.5平方公里，占76.6%。
青浦地区属亚热带季风气候区，为典型的海洋性气候。气候温和湿润，四季分明，日照充分，雨水充沛，无霜期长。
2023年6月15日青浦区曾经发生过3.1级地震

## 区划人口

### 行政区划
青浦区下辖3个街道、8个镇：
夏阳街道、盈浦街道、香花桥街道、朱家角镇、练塘镇、金泽镇、赵巷镇、徐泾镇、华新镇、重固镇和白鹤镇。
| 镇（街道）名称 | 面积(平方公里) | 居委(个) | 村委（个） |
| -------------- | -------------- | -------- | ---------- |
| 夏阳街道       | 39.3           | 15       | 8          |
| 盈浦街道       | 25.14          | 17       | 5          |
| 香花桥街道     | 54.8           | 5        | 23         |
| 赵巷镇         | 36.35          | 4        | 8          |
| 徐泾镇         | 38.59          | 5        | 9          |
| 华新镇         | 46.51          | 2        | 19         |
| 重固镇         | 25.36          | 1        | 8          |
| 白鹤镇         | 63.32          | 3        | 21         |
| 朱家角镇       | 138.28         | 9        | 28         |
| 练塘镇         | 93.66          | 4        | 25         |
| 金泽镇         | 108.5          | 5        | 30         |
| 合 计          | 669.76         | 70       | 184        |

### 人口
全区2021年末常住人口数129.27万人，户籍总人口51.61万人。户籍人口出生2605人，死亡4133人，户籍人口出生率为5.11‰，户籍人口自然增长率-3.00‰。年末登记来沪人员82.25万人，比上年末增加3.24万人。2021年户籍人口平均期望寿命为84.98岁，其中男性82.53岁，女性87.45岁。

## 產業
青浦區境內有北斗產業園北斗西虹桥基地和五家上市快遞企業（圓通、中通、德邦、申通、韻達）总部。2020年，青浦区快递产业首次突破千亿元大关，快递产业成为青浦首个千亿级产业群。截至2022年12月，有9家快递企业总部落户青浦，快递企业经营许可企业達213家。2023年2月，青浦区快递业务收入占上海市份额85%。

## 全国重点文物保护单位
- 福泉山遗址
- 泽遗址
- 青龙镇遗址

## 交通
轨道交通
- █ 2号线：国家会展中心站，蟠祥路站（建设中）
- █ 13号线西延伸段（建设中）：国家会展中心站
- █ 17号线：国家会展中心站-西岑站
- █ 市域示范区线（建设中）：徐乐北路站-水乡客厅站

公路
- 318国道

铁路
- 沪苏湖铁路：练塘站